# دومينيك ماسيك
دومينيك ماسيك (بالتشيكية: Dominik Mašek)‏ هو لاعب كرة قدم تشيكي، ولد في 10 يوليو 1995 في بشيبرام في التشيك. شارك مع منتخب التشيك تحت 17 سنة لكرة القدم. أما مع النوادي، فقد لعب مع نادي كامبور ونادي هامبورغ.

## وصلات خارجية
- دومينيك ماسيك على موقع الاتحاد التشيكي (الإنجليزية)
- دومينيك ماسيك على موقع قاعدة بيانات كرة القدم.إي يو (الإنجليزية)
- دومينيك ماسيك على موقع Soccerway.com (الإنجليزية)
- دومينيك ماسيك على موقع عالم كرة القدم.نت (الإنجليزية)